# Aldin Turkeš
Aldin Turkeš (Zugo, 22 aprile 1996) è un calciatore svizzero naturalizzato bosniaco, attaccante del Sarajevo.

## Carriera

### Club
Cresciuto nel Lucerna, nel 2013 si trasferisce al Grasshoppers; nel 2015 passa allo Zurigo, con cui firma un quadriennale. Il 1º agosto 2016, dopo sette presenze complessive con la prima squadra dei biancoblu, viene acquistato dal Vaduz, con cui si lega fino al 2019. Nel gennaio del 2018 viene ceduto in prestito al Rapperswil-Jona. Il 25 maggio viene riscattato, firmando fino al 2020 con il club sangallese.

### Nazionale
Ha giocato nelle nazionali giovanili svizzere Under-18, Under-19 ed Under-20 e nella nazionale bosniaca Under-21.

## Statistiche

### Presenze e reti nei club
Statistiche aggiornate al 14 ottobre 2018.
| Stagione               | Squadra                | Campionato             | Campionato | Campionato | Coppe nazionali | Coppe nazionali | Coppe nazionali | Coppe continentali | Coppe continentali | Coppe continentali | Altre coppe | Altre coppe | Altre coppe | Totale | Totale | Totale |
| Stagione               | Squadra                | Comp                   | Pres       | Reti       | Comp            | Pres            | Reti            | Comp               | Pres               | Reti               | Comp        | Pres        | Reti        | Pres   | Reti   |        |
| ---------------------- | ---------------------- | ---------------------- | ---------- | ---------- | --------------- | --------------- | --------------- | ------------------ | ------------------ | ------------------ | ----------- | ----------- | ----------- | ------ | ------ | ------ |
| 2015-2016              | Zurigo                 | SL                     | 7          | 0          | CS              | 0               | 0               | -                  | -                  | -                  | -           | -           | -           | 7      | 0      |        |
| 2016-2017              | Vaduz                  | SL                     | 24         | 1          | LC              | 3               | 10              | UEL                | -                  | -                  | -           | -           | -           | 27     | 11     |        |
| 2017-gen. 2018         | Vaduz                  | CL                     | 16         | 1          | LC              | 1               | 5               | UEL                | 4                  | 2                  | -           | -           | -           | 21     | 8      |        |
| Totale Vaduz           | Totale Vaduz           | Totale Vaduz           | 40         | 2          |                 | 4               | 15              |                    | 4                  | 2                  |             | -           | -           | 48     | 19     |        |
| 2017-gen. 2018         | Rapperswil-Jona        | CL                     | 15         | 8          | CS              | -               | -               | -                  | -                  | -                  | -           | -           | -           | 15     | 8      |        |
| 2018-2019              | Rapperswil-Jona        | CL                     | 10         | 6          | CS              | 2               | 2               | -                  | -                  | -                  | -           | -           | -           | 12     | 8      |        |
| Totale Rapperswil-Jona | Totale Rapperswil-Jona | Totale Rapperswil-Jona | 25         | 14         |                 | 2               | 2               |                    | -                  | -                  |             | -           | -           | 27     | 16     |        |
| Totale carriera        | Totale carriera        | Totale carriera        | 72         | 16         |                 | 6               | 17              |                    | 4                  | 2                  |             | -           | -           | 82     | 35     |        |

## Palmarès

### Club

#### Competizioni nazionali
- Coppa Svizzera: 1

Zurigo: 2015-2016
- Coppa del Liechtenstein: 1

Vaduz: 2016-2017
- Challenge League: 1

Losanna: 2019-2020
- Coppa di Bosnia: 1

Sarejevo: 2024-2025

### Individuale
- Capocannoniere della Challenge League: 1

2019-2020 (22 reti)